# Bromo
Il bromo è l'elemento chimico di numero atomico 35 e il suo simbolo è Br. Il suo nome deriva dal greco βρῶμος brōmos, che significa «fetore». Fa parte del gruppo degli alogeni.

## Caratteristiche
Il bromo è un non metallo liquido a temperatura ambiente. Si presenta come un liquido pesante, scorrevole, di colore rosso-bruno, simile a quello del diossido di azoto, facile all'evaporazione e contraddistinto da un odore intenso e sgradevole. In quanto alogeno, la sua reattività chimica è analoga a quella del cloro o dello iodio e intermedia, in termini di attività, a questi due elementi. Si scioglie molto bene in acqua e nei solventi organici, cui conferisce un tipico colore arancione. Reagisce con molti elementi e ha un forte effetto candeggiante.
Il bromo è un elemento molto reattivo e ha un comportamento fortemente ossidante in presenza di acqua, con cui disproporziona trasformandosi in ione ipobromito e ione bromuro. Reagisce facilmente per addizione o per sostituzione con numerosi composti organici quali ammine, fenoli, alcheni, idrocarburi alifatici ed aromatici, chetoni e altri. Verso i metalli è molto più reattivo se in presenza di acqua, tuttavia il bromo anidro reagisce energicamente con l'alluminio, con il mercurio, con il titanio e con tutti i metalli alcalini ed alcalino-terrosi.

## Estrazione
La maggior parte del bromo viene estratta dall'acqua di mare in cui è presente sotto forma di bromuro. Passando del gas cloro in una soluzione di bromo a temperature superiori a 700 °C si ha la reazione:
{\displaystyle {\ce {2Br^- + Cl2 -> Br2 + 2Cl-}}}
Il cloro rimane in soluzione come cloruro mentre il bromo puro gassoso viene mandato in un condensatore e immagazzinato.

## Applicazioni
Si usa il bromo per fabbricare una grande varietà di composti utilizzati nell'industria e nell'agricoltura. Tradizionalmente il principale uso del bromo è nella produzione dell'1,2-dibromoetano utilizzato come antidetonante per la benzina super, ora non più utilizzata per ragioni di inquinamento.
Il bromo è utilizzato anche per produrre fumogeni, sostanze ignifughe, composti per la depurazione delle acque, coloranti, medicinali, disinfettanti, bromuri inorganici per pellicole fotografiche (bromuro d'argento).
Il bromo è utilizzato per produrre olio vegetale brominato, un emulsionante in varie bevande al sapore di limone.

## Storia
Il bromo è stato scoperto da Antoine Balard nelle paludi salmastre di Montpellier nel 1826, ma non è stato prodotto in quantità fino al 1860.

## Disponibilità
Il bromo è molto diffuso nelle rocce superficiali sotto forma di bromuro. A causa del dilavamento, i sali di bromo si sono accumulati nell'acqua dei mari (85 ppm) e potrebbero essere estratti a costi accettabili dalle saline e dal Mar Morto (fino a 5 000 ppm).
Nel 2002 sono state prodotte circa 500000 t di bromo per un valore di 2,5 miliardi di dollari: i maggiori produttori sono Stati Uniti e Israele. A causa del suo alto costo che può raggiungere anche 5 dollari al chilogrammo, il bromo viene riciclato piuttosto che gettato come rifiuto.

## Sintesi in laboratorio
In laboratorio è possibile preparare piccole quantità di bromo ossidando un sale di bromo, come ad esempio il bromuro di potassio, con una miscela di acido cloridrico e perossido di idrogeno. In alternativa è possibile utilizzare come agente ossidante l'acido nitrico.

## Precauzioni
Il bromo puro è fortemente irritante e, in forma concentrata, produce dolorose vesciche sulla pelle nuda, specialmente sulle mucose. Anche piccole quantità di vapori di bromo (da 10 ppm in su) possono avere effetti sulla respirazione e in quantità maggiore può danneggiare seriamente l'apparato respiratorio.
Per la sua pericolosità occorre indossare occhiali di protezione ed assicurare un'adeguata ventilazione durante la manipolazione di questa sostanza.